# Matriarkal religion

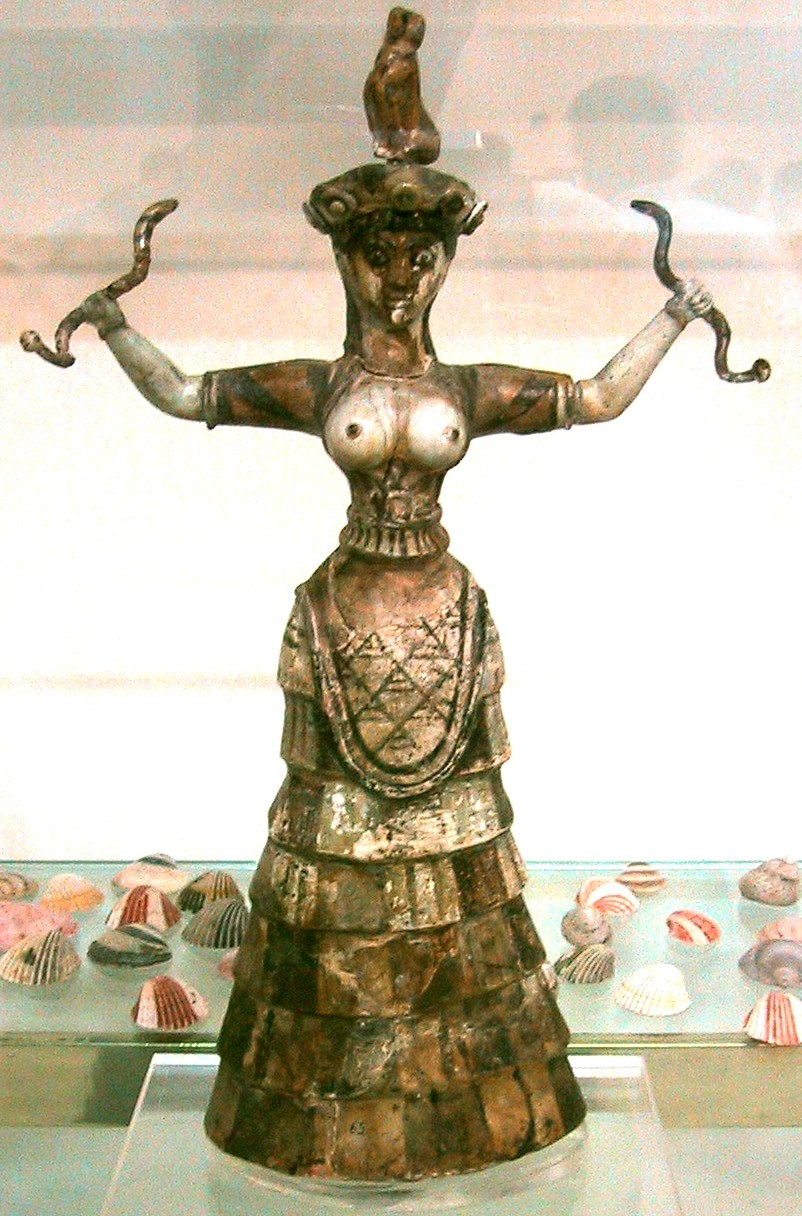
De minoiska ormgudinnefigurinerna förekommer (trots att de är ett nästintill unikt fynd) ofta i litteratur som spekulerar om matriarkala religioner.

En matriarkal religion är en religion där en gudinna eller flera gudinnor utgör centrala gestalter för dyrkan och andlig auktoritet. Begreppet används oftast för att beskriva teorier om förhistoriska matriarkala religioner, som föreslagits av forskare såsom Johann Jakob Bachofen, Jane Ellen Harrison och Marija Gimbutas, och senare populariserats av den andra vågens feminism. Dessa forskare spekulerade i att tidiga mänskliga samhällen kan ha varit organiserade kring kvinnliga gudomligheter och matrilineära samhällsstrukturer. Under 1900-talet växte en rörelse fram som syftade till att återuppliva dessa föreställningar, vilket ledde till gudinnerörelsen.

## Historia

### 1800-talet
Föreställningen om ett förhistoriskt matriarkat introducerades år 1861, när Johann Jakob Bachofen publicerade Mutterrecht: Eine Untersuchung über die Gynaikokratie der alten Welt nach ihrer religiösen und rechtlichen Natur. Han hävdade att historiska patriarkat var ett jämförelsevis sent fenomen som ersatt ett tidigare urtida matriarkat och föreslog en ”ktonisk-moderlig” förhistorisk religion. Bachofen presenterade en modell där det matriarkala samhället och de ktoniska mysteriekulterna utgjorde det andra av fyra stadier i religionens historiska utveckling. Det första stadiet, som han kallade hetaerism, kännetecknades av ett paleolitiskt jägar- och samlarsamhälle med en polyamorös och kommunistisk livsstil. Det andra stadiet var det neolitiska, ett matriarkalt månorienterat jordbrukssamhälle där en tidig form av Demeter var den dominerande gudomen. Detta följdes av ett ”dionysiskt” stadium där patriarkatet började ta form, vilket till sist ersattes av det ”apolloniska” stadiet – ett fullbordat patriarkat och framväxten av den klassiska antikens civilisation.
Idén att denna förmatriarkala tid representerade en gyllene era som undanträngdes av patriarkatet, formulerades först av Friedrich Engels i Familjens, privategendomens och statens ursprung.

### Till mitten av 1900-talet
Den brittiske arkeologen sir Arthur Evans, som återupptäckte och populariserade den minoiska civilisationen, ansåg att minoisk religion i stort sett uteslutande dyrkade en modergudinna. Denna syn dominerade under första hälften av 1900-talet och påverkade tankegångar inom många discipliner. Moderna forskare är överens om att en moder- eller naturgudinna troligen var en framträdande gudom, men att även manliga gudar förekom.
Hur starkt det matriarkala inflytandet var, särskilt inom den minoiska kulturen, är fortfarande omtvistat bland forskare på grund av begränsat arkeologiskt källmaterial. Dock speglar grekisk konst och litteratur ett nyanserat samspel mellan patriarkala och matriarkala teman, vilket tyder på en komplex kulturell väv. Denna dynamiska balans mellan olika samhällsparadigm framhäver den antika grekiska kulturens rikedom och mångfald.
I början av 1900-talet lade historikern Jane Ellen Harrison fram teorin att den olympiska gudavärlden ersatt en äldre kult kring jordgudinnor.
Robert Graves föreslog på 1950-talet en förhistorisk matriarkal religion i sina verk The Greek Myths och The White Goddess. Han gav en detaljerad skildring av ett framtida samhälle med matriarkal religion i sin roman Seven Days in New Crete.

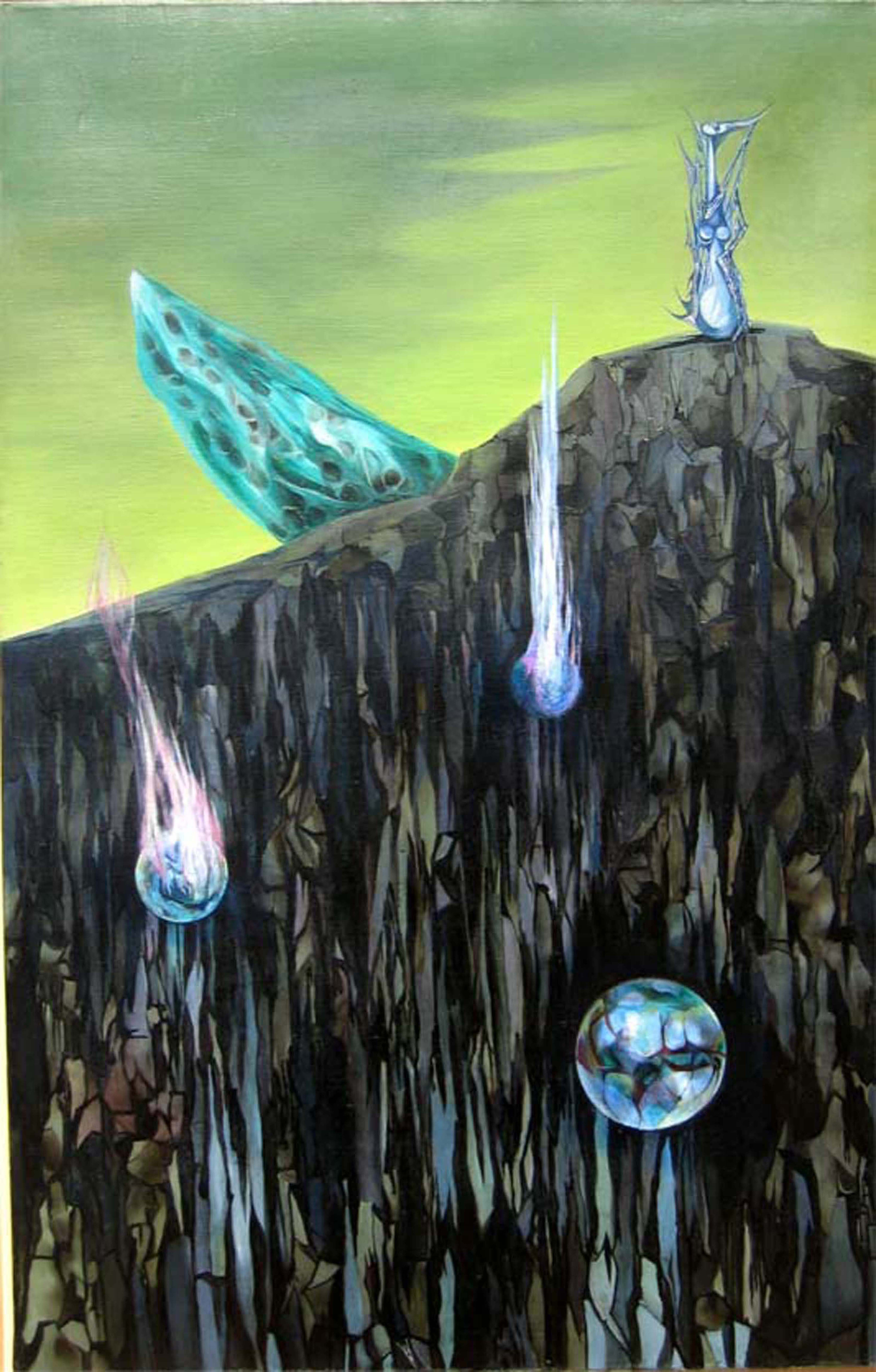
Verbotenes Land ("Förbjudet land"), 1936.

Den österrikiske surrealisten Wolfgang Paalen lät sig inspireras av Graves och andra källor. Det ledde till att han målade ett apokalyptiskt landskap i verket Pays interdit (“Förbjudet land”), där en kvinnlig gudinna dominerar scenen och de manliga gudarna representeras av fallna, meteoritliknande planeter.

### Andra vågens feminism och gudinnerörelsen
Under 1970-talet togs idéerna från Bachofen och Graves upp av feminister inom den andra vågens feminism. Dessa inkluderade författaren Merlin Stone, som tolkade de paleolitiska Venusfigurerna som bevis för en förhistorisk matriarkal religion. Hon framställde matriarkala religioner som präglade av en ”ormkult”, där ormen är en huvudsymbol för andlig visdom, fruktbarhet, liv och kraft.
Under 1970-talet introducerade antropologen Marija Gimbutas det som kom att kallas feministisk arkeologi. Hennes böcker The Goddesses and Gods of Old Europe (1974), The Language of the Goddess (1989) och The Civilization of the Goddess (1991) blev grundläggande verk för teorin att en patriarkal eller ”androkratisk” kultur uppstod under bronsåldern och att denna ersatt ett neolitiskt världsåskådningssystem centrerat kring gudinnedyrkan. Dessa teorier presenterades som vetenskapliga hypoteser – om än ur ett ideologiskt perspektiv – och kom att påverka den feministiska andligheten. Detta gällde inte minst de feministiska grenar av nyhedendomen som också växte fram under 1970-talet (se dianiker-wicca). Matriarkal religion är därmed även en samtida nyreligiös rörelse inom det bredare fältet av nyhedendom, oftast kallad gudinnerörelsen.

## Den trefaldiga gudinnan och andra gudomar
Inom gudinnerörelsen – liksom i andra andliga sammanhang – förekommer en gudom kallad den trefaldiga gudinnan, vilken symboliserar kvinnans olika livsstadier. Anhängare menar att hon inte enbart är avsedd för kvinnor utan även fungerar som en generell vägvisare genom barndom, mognad och ålderdom, Symboliken är dock starkt förknippad med kvinnliga erfarenheter. Den trefaldiga gudinnan dyrkas av många nyhedniska grupper – av kvinnor, män och barn. I dessa rörelser ses hon som en gudom som hjälper människor att förstå skeenden i sina liv oavsett ålder.
- Afrodite - kärlekens gudinna
- Aditi - gudarnas moder
- Kalypso - tystnadens gudinna
- Durga - krigargudinna

Den trefaldiga gudinnesymbolen.

- Inanna - himmelens drottning, regnets och månskenets gudinna
- Harmonia - harmonins gudinna
- Tripura Sundari - den högsta, allsmäktiga gudinnan